# Atopsyche implexa
Atopsyche implexa là một loài Trichoptera trong họ Hydrobiosidae. Chúng phân bố ở vùng Tân nhiệt đới.
- Tư liệu liên quan tới Atopsyche implexa tại Wikimedia Commons